# D'una embranzida
D'una embranzida (títol original en anglès, One Fast Move) és una pel·lícula d'acció estatunidenca escrita i dirigida per Kelly Blatz i protagonitzada per KJ Apa, Eric Dane, Maia Reficco, Edward James Olmos i Austin North. S'ha subtitulat al català.

## Repartiment
- KJ Apa com a Wes Neal[2]
- Eric Dane com a Dean Miller[3]
- Maia Reficco com a Camila[4]
- Edward James Olmos com a Abel[4]
- Austin North com a Cody[4]
- Jackson Hurst com a Bobby Tresco

## Producció
El 21 de juny de 2022, es va anunciar que Apa participaria en la pel·lícula. El 28 de juny de 2022, es va anunciar que Dane Miller formaria part del repartiment i que el rodatge començaria a Atlanta. L'agost de 2022, es va comentar que Reficco, Olmos i North s'hi havien afegit.

## Estrena
D'una embranzida es va estrenar a càrrec d'Amazon MGM Studios el 8 d'agost de 2024.